# Nykockin

Strukturformel

Nykockin (även känd som Food Red 7, CI 16255, Cochineal Red A, Acid Red 18, Ponceau 4R) är ett syntetiskt färgämne som tillsätts i livsmedel som livsmedelsfärgämne. Nykockin är ett azofärgämne. Det anges med E-nummer E124, och har kapacitet för att inducera en allergisk reaktion. Dess kemiska namn är trinatrium salt av 1-(4-sulfo-1-naftylazo)-2-naftol-6,8-disulfonsyra.
Nykockin är en röd azo-förening och är vanligtvis syntetiserat från stenkolstjära.[källa behövs]
Användningen av E124 i Sverige kräver varningstexten "Kan ha negativ effekt på barns beteende och koncentration" sedan 2012. Kravet på märkning gäller dock inte lösgodis eller andra icke-förpackade livsmedel och inte heller alkoholhaltiga drycker med mer än 1,2 volymprocent.